# K.J. Wright
Kenneth Bernard Wright Jr. (Olive Branch, 23 luglio 1989) è un ex giocatore di football americano statunitense che ha militato nel ruolo di linebacker nella National Football League.
Fu scelto nel corso del quarto giro del Draft NFL 2011 dai Seattle Seahawks. Al college giocò a football a Mississippi State

## Carriera

### Seattle Seahawks

#### Stagione 2011
Wright fu selezionato dai Seattle Seahawks nel quarto giro del Draft 2011. Inizialmente partì come riserva di Aaron Curry. In seguito sostituì quest'ultimo come titolare dopo che Curry faticò contro i Pittsburgh Steelers nella seconda settimana della stagione. Curry in seguito fu scambiato con gli Oakland Raiders e Wright divenne rimase stabilmente titolare nella seconda metà della stagione. Wright chiuse la prima stagione della sua carriera giocando tutte le 16, partite di cui 12 come partente, tutte quelle dopo l'addio di Curry, con 65 tackle e 2,0 sack.

#### Stagione 2012
Il 9 settembre, nella gara di debutto della stagione 2012, Wright guidò i Seahawks con 9 tackle nella sconfitta per 20-16 contro gli Arizona Cardinals. Nella settimana 3 i Seahawks vinsero in casa contro i Green Bay Packers per 14-12 con K.J. che trascinò la squadra con 11 tackle.
Nella settimana 15 i Seahawks inflissero 50 punti ai Buffalo Bills assicurandosi, con la nona vittoria stagionale, il primo record positivo dalla stagione 2007. In quella partita, K.J. mise a segno il suo primo intercetto in carriera. Nella settimana successiva i Seahawks batterono i San Francisco 49ers per 42-13, ottenendo la qualificazione per i playoff. Wright giocò una grande gara con 7 tackle e uno spettacolare sack da 14 yard su Colin Kaepernick. La sua stagione regolare si concluse disputando 15 partite, tutte come titolare, mettendo a segno 98 tackle, 1 sack, 1 intercetto e 1 fumble forzato.

#### Stagione 2013
Nella settimana 2, i Seahawks ottennero una netta vittoria contro i 49ers con Wright che mise a segno il suo primo sack stagionale su Colin Kaepernick. La sua stagione regolare si concluse con 80 tackle e 1,5 sack disputando 13 partite, tutte come titolare. I Seahawks terminarono col miglior record della NFC, 13-3, e vinsero la propria division.
Il 2 febbraio 2014, nel Super Bowl XLVIII contro i Denver Broncos, Seattle dominò dall'inizio alla fine della partita, vincendo per 43-8. Wright si laureò campione NFL mettendo a segno 7 tackle in una gara in cui la difesa di Seattle annullò l'attacco dei Broncos che nella stagione regolare aveva stabilito il record NFL per il maggior numero di punti segnati.

#### Stagione 2014
Con l'infortunio di Bobby Wagner a metà della stagione, Wright divenne una delle armi principali della difesa di Seattle nel 2014, facendo segnare un nuovo primato personale di 13 tackle nella settimana 9 contro i Raiders. Il 27 novembre, nella gara del Giorno del Ringraziamento, mise a segno il primo sack stagionale su Colin Kaepernick, con i Seahawks che interruppero una striscia di cinque sconfitte consecutive in casa dei 49ers. Due settimane dopo ancora su Kaepernick fece registrare il suo secondo sack, con Seattle che con la vittoria eliminò gli avversari dalla contesa per i playoff. Il 18 dicembre, Wright firmò coi Seahawks un'estensione contrattuale quadriennale del valore di 27 milioni di dollari. La sua annata si chiuse guidando la squadra con 107 tackle, oltre a 2 tackle e 3 fumble forzati, disputando per la prima volta tutte le 16 partite come titolare.

#### Stagione 2015
Nel 2015, Wright guidò ancora i Seahawks con i nuovi primati personali in placcaggi (116) e fumble forzati (4), mentre la difesa della squadra si classificò al primo posto della NFL per il quarto anno consecutivo.

#### Stagione 2016
Nella stagione 2016, Wright, stabilì i nuovi primati personali in tackle (126, secondo di Seattle dopo Bobby Wagner che guidò la NFL con 167), tackle for loss (12), tackle assistiti (54) e sack (4), venendo convocato per il suo primo Pro Bowl al posto dell'infortunato Ryan Kerrigan. Seattle vinse la propria division per la terza volta nelle ultime quattro stagioni e la sua difesa si classificò al terzo posto della lega.

#### Stagione 2017
Wright fu costretto a saltare la gara della settimana 15 contro i Rams per una commozione cerebrale subita la settimana precedente. Tornato in campo nel penultimo turno recuperò un fumble di Dez Bryant e mise a segno il suo primo intercetto dalla stagione 2011 ai danni di Dak Prescott dei Cowboys nella vittoria esterna di Seattle. La sua annata si chiuse con 108 placcaggi e un nuovo primato personale di 6 passaggi deviati.

#### Stagione 2018
Il 27 agosto 2018 l'allenatore Pete Carroll annunciò che Wright avrebbe dovuto sottoporsi a un'operazione chirurgica. La sua stagione si chiuse con 5 sole presenze e 23 tackle, dopo quattro anni consecutivi in cui aveva raggiunto quota 100.

#### Stagione 2019
Nel sesto turno Wright mise a segno l'intercetto decisivo su Baker Mayfield dei Cleveland Browns nel quarto periodo dando a Seattle la vittoria per 32-28. Nella settimana 15 fece registrare per la prima volta due intercetti in una partita ai danni di Kyle Allen dei Carolina Panthers, nella vittoria che qualificò Seattle ai playoff. La sua annata si chiuse con un primato personale di 3 intercetti.

#### Stagione 2020
Il primo intercetto della stagione 2020 Wright lo fece registrare nel quinto turno su Kirk Cousins dei Minnesota Vikings nella vittoria che fece partire per la prima volta nella loro storia i Seahawks con un record di 5-0. Il 27 dicembre 2020 fu premiato con lo Steve Largent Award come membro dell'anno dei Seahawks. Al termine della stagione fu inserito al 67º posto della NFL Top 100 dell'anno.

### Las Vegas Raiders

#### Stagione 2021
Il 6 settembre 2021 Wright firmò da free agent un contratto di un anno con i Las Vegas Raiders.

### Ritiro
Il 27 luglio 2022 Wright firmò un contratto di un giorno con i Seattle Seahawks per potersi ritirare come membro della squadra con cui aveva giocato per la quasi totalità della sua carriera.

## Palmarès

### Franchigia
- Super Bowl : 1

Seattle Seahawks: Super Bowl XLVIII
- National Football Conference Championship: 2

Seattle Seahawks: 2013, 2014

### Individuale
- Convocazioni al Pro Bowl: 1

2016
- Steve Largent Award: 1

2020
- 50 migliori giocatori del 50º anniversario dei Seahawks

## Statistiche

### Stagione regolare
| Stagione | Stagione | Stagione | Stagione | Difesa  | Difesa  | Difesa  | Difesa | Difesa | Difesa | Difesa |
| Anno     | Squadra  | P        | PT       | T. tot. | T. sol. | T. ass. | Sack   | Int    | Pdev   | FF     |
| -------- | -------- | -------- | -------- | ------- | ------- | ------- | ------ | ------ | ------ | ------ |
| 2011     | SEA      | 16       | 12       | 65      | 50      | 15      | 2,0    | 0      | 3      | 1      |
| 2012     | SEA      | 15       | 15       | 98      | 68      | 30      | 1,0    | 1      | 5      | 1      |
| 2013     | SEA      | 13       | 13       | 80      | 46      | 34      | 1,5    | 0      | 4      | 0      |
| 2014     | SEA      | 16       | 16       | 107     | 73      | 34      | 2,0    | 0      | 4      | 3      |
| 2015     | SEA      | 16       | 16       | 116     | 71      | 45      | 1,0    | 0      | 3      | 4      |
| 2016     | SEA      | 16       | 16       | 126     | 72      | 54      | 4,0    | 0      | 5      | 1      |
| 2017     | SEA      | 15       | 15       | 108     | 71      | 37      | 0,0    | 1      | 6      | 0      |
| 2018     | SEA      | 5        | 5        | 23      | 15      | 8       | 0,0    | 0      | 3      | 0      |
| 2019     | SEA      | 16       | 16       | 132     | 67      | 65      | 0,0    | 3      | 11     | 0      |
| 2020     | SEA      | 16       | 16       | 86      | 60      | 26      | 2,0    | 1      | 10     | 1      |
| 2021     | LV       | 17       | 8        | 51      | 25      | 26      | 0,0    | 0      | 0      | 0      |
| Totale   | Totale   | 161      | 148      | 992     | 618     | 374     | 13,5   | 6      | 54     | 11     |

### Playoff
| Stagione | Stagione | Stagione | Stagione | Difesa  | Difesa  | Difesa  | Difesa | Difesa | Difesa | Difesa |
| Anno     | Squadra  | P        | PT       | T. tot. | T. sol. | T. ass. | Sack   | Int    | Pdev   | FF     |
| -------- | -------- | -------- | -------- | ------- | ------- | ------- | ------ | ------ | ------ | ------ |
| 2012     | SEA      | 2        | 2        | 16      | 8       | 8       | 0,0    | 0      | 0      | 0      |
| 2013     | SEA      | 2        | 1        | 9       | 6       | 3       | 0,0    | 0      | 0      | 0      |
| 2014     | SEA      | 3        | 3        | 23      | 16      | 7       | 0,0    | 0      | 0      | 0      |
| 2015     | SEA      | 2        | 2        | 21      | 11      | 10      | 0,5    | 0      | 0      | 0      |
| 2016     | SEA      | 2        | 2        | 16      | 8       | 8       | 0,0    | 0      | 0      | 0      |
| 2018     | SEA      | 1        | 1        | 8       | 7       | 1       | 0,0    | 1      | 0      | 0      |
| 2019     | SEA      | 2        | 2        | 12      | 8       | 4       | 1,5    | 0      | 0      | 0      |
| 2020     | SEA      | 1        | 1        | 5       | 2       | 3       | 0,0    | 0      | 0      | 0      |
| 2021     | LV       | 1        | 1        | 1       | 0       | 1       | 0,0    | 0      | 0      | 0      |
| Totale   | Totale   | 16       | 15       | 111     | 66      | 45      | 2,0    | 1      | 0      | 0      |

Fonte: Football Database
In grassetto i record personali in carriera — Statistiche aggiornate alla stagione 2021 
     Vittoria nel Super Bowl —       Vittoria Conference